# Бервік (Луїзіана)
Бервік (англ. Berwick) — місто (англ. town) в США, в окрузі Сент-Мері штату Луїзіана. Населення — 4771 особа (2020).

## Географія
Бервік розташований за координатами 29°42′2″ пн. ш. 91°14′7″ зх. д. / 29.70056° пн. ш. 91.23528° зх. д. (29.700548, -91.235184).  За даними Бюро перепису населення США в 2010 році місто мало площу 15,72 км², з яких 15,28 км² — суходіл та 0,45 км² — водойми.

## Демографія
Згідно з переписом 2010 року, у місті мешкало 4946 осіб у 1851 домогосподарстві у складі 1330 родин. Густота населення становила 315 осіб/км².  Було 2018 помешкань (128/км²).
Расовий склад населення:
| - 83,9 % — білих - 11,0 % — чорних або афроамериканців - 0,9 % — корінних американців - 0,8 % — азіатів - 1,4 % — осіб інших рас |

До двох чи більше рас належало 2,0 %. Частка іспаномовних становила 4,3 % від усіх жителів.
За віковим діапазоном населення розподілялося таким чином: 28,4 % — особи молодші 18 років, 61,0 % — особи у віці 18—64 років, 10,6 % — особи у віці 65 років та старші. Медіана віку мешканця становила 35,3 року. На 100 осіб жіночої статі у місті припадало 96,2 чоловіків;  на 100 жінок у віці від 18 років та старших — 92,6 чоловіків також старших 18 років.
Середній дохід на одне домашнє господарство  становив 63 592 долари США (медіана — 42 342), а середній дохід на одну сім'ю — 78 956 доларів (медіана — 57 857). Медіана доходів становила 60 015 доларів для чоловіків та 31 548 доларів для жінок. За межею бідності перебувало 20,5 % осіб, у тому числі 18,7 % дітей у віці до 18 років та 14,5 % осіб у віці 65 років та старших.
Цивільне працевлаштоване населення становило 2079 осіб. Основні галузі зайнятості: освіта, охорона здоров'я та соціальна допомога — 15,7 %, сільське господарство, лісництво, риболовля — 15,5 %, виробництво — 15,2 %.